# Kehdinger Moore
Die Kehdinger Moore sind ein Naturschutzgebiet in den niedersächsischen Gemeinden Großenwörden, Engelschoff und Hammah in der Samtgemeinde Oldendorf-Himmelpforten und in der Gemeinde Drochtersen im Landkreis Stade.

## Allgemeines
Das Naturschutzgebiet mit dem Kennzeichen NSG LÜ 311 ist etwa 59 Hektar groß. Es ist größtenteils identisch mit dem FFH-Gebiet „Wasserkruger Moor und Willes Heide“. Das Gebiet steht seit dem 17. Februar 2017 unter Naturschutz. In ihm sind die bisherigen Naturschutzgebiete „Wasserkruger Moor“ und „Willes Heide“ aufgegangen. Der Teilbereich „Wasserkruger Moor“ grenzt im Nordwesten an das Naturschutzgebiet „Die Scheidung“, über das es mit den Naturschutzgebieten „Kehdinger Moore II“ und „Oederquarter Moor“ vernetzt ist. Zuständige untere Naturschutzbehörde ist der Landkreis Stade.

## Beschreibung
Das aus zwei Teilflächen bestehende Naturschutzgebiet – der circa 38 Hektar großen Teilfläche „Wasserkruger Moor“ (⊙) und der circa 21 Hektar großen Teilfläche „Asselermoor“ (⊙) – liegt nordwestlich von Stade in Kehdingen. Es stellt überwiegend unkultivierte Hochmoorrestflächen des ehemals weitläufigen Kehdinger Moores im Übergangsbereich der Geest zur Marsch der Elbe unter Schutz.
Die Teilfläche „Wasserkruger Moor“ wird von einer Hochmoorrestfläche geprägt, die stark entwässert aber nur randlich teilweise abgetorft wurde. Auf dem Hochmoorrest stockt torfmoosreicher Birkenmoorwald mit geschlossenen Beständen der Krähenbeere. Auf Schneisen und Lichtungen siedelt feuchte Glockenheide, teilweise ist naturnahe Hochmoorvegetation mit Moosbeere, Rosmarinheide, Glockenheide, Scheidigem Wollgras und Moorlilie zu finden. An den Moorwald schließen sich Grünlandflächen an, die teilweise intensiv als Wiese oder Weide genutzt werden. Durch das Naturschutzgebiet „Die Scheidung“ ist das Gebiet mit weiteren Resten der historisch ausgedehnten Kehdinger Moore vernetzt.
Die Teilfläche „Asselermoor“ wird von einem von Grünland umgebenen Wald geprägt, der einen durch Entkusselung gehölzarm gehaltenen Moorbereich umschließt. Am inneren Waldrand stockt teilweise Moorwald. Im gehölzarm gehaltenen Bereich siedelt Krähenbeeren-Heide, randlich ist Glockenheide zu finden. Der naturnahe Hochmoorrest innerhalb des gehölzarm gehaltenen Bereichs besteht aus zwei verlandeten Mooraugen. Hier siedeln u. a. Rundblättriger, Mittlerer und Langblättriger Sonnentau, Moosbeere, Rosmarinheide und Moorlilie. Moorfrosch und Kreuzotter sind hier heimisch.
Beide Teilflächen werden von landwirtschaftlichen Nutzflächen mit tiefen Entwässerungsgräben umgeben. Die Restmoorflächen werden zur Oste und Elbe entwässert.